# Teos của Ai Cập
Djedhor, được biết đến nhiều hơn với tên gọi là Teos (Tiếng Hy Lạp cổ đại: Τέως) hoặc Tachos (tiếng Hy Lạp cổ đại: Τάχως), là một pharaon thuộc vương triều thứ 30 của Ai Cập cổ đại. Teos là một người con trai của vị tiên vương Nectanebo I, ông đã đồng nhiếp chính với vua cha trong ba năm trước khi lên ngôi vào năm 361/0 TCN.

## Triều đại

### Cuộc viễn chinh chống người Ba Tư
Thành công của Nectanebo trước đạo quân xâm lược của người Ba Tư ở khu vực đồng bằng châu thổ sông Nile vào năm 374/3 TCN đã khuyến khích Teos bắt đầu lên kế hoạch về một cuộc viễn chinh quân sự nhằm vào Palestine và Phoenicia, những vùng lãnh thổ này đang nằm dưới sự cai trị của người Ba Tư. Tận dụng hoàn cảnh thuận lợi vào lúc Đế chế Achaemenes đang suy yếu do sự nổi loạn của một số satrap ở Tiểu Á, Teos đã tìm kiếm sự giúp đỡ từ cả vua Agesilaus II của Sparta và tướng Chabrias của Athen, ngoài ra còn gồm cả một lượng lớn lính đánh thuê và 200 tàu trireme từ Hy Lạp. Tuy nhiên, để có tiền tiến hành cuộc viễn chinh như vậy, Teos đã phải áp đặt những loại thuế mới và tước đoạt của cải từ các ngôi đền. Việc làm này đảm bảo nguồn tài chính cần thiết cho Teos nhưng cũng khiến cho dân chúng vô cùng bất mãn.
Cuộc hành quân chống lại người Ba Tư bắt đầu bằng việc Chabrias là đô đốc của hạm đội, Agesilaus là chỉ huy của lực lượng lính đánh thuê Hy Lạp và người cháu trai của Teos là Nakhthorheb chỉ huy lực lượng machimoi (theo Diodorus Siculus tuyên bố thì lực lượng machimoi có 80.000 người, điều này chắc chắn là sự phóng đại). Teos tự mình đảm nhiệm vai trò là tổng chỉ huy của cuộc viễn chinh và để cho người em trai Tjahapimu của ông, cha của Nakhthorheb, ở lại Ai Cập làm quan nhiếp chính. Đạo quân viễn chinh đã tiến đến Phoenicia mà không gặp phải những vấn đề đặc biệt nào. 

### Sự phản bội và qua đời
Thật không may cho Teos, người em trai Tjahapimu của ông đã âm mưu chống lại ông. Lợi dụng việc Teos bị mất lòng dân cùng với sự ủng hộ của tầng lớp tư tế, Tjahapimu đã thuyết phục được người con trai Nakhthorheb của ông ta nổi loạn chống lại Teos và tự phong mình làm pharaon. Nakhthorheb đã thuyết phục Agesilaus cùng tham gia với ông ta bằng cách lợi dụng những bất đồng nảy sinh giữa vị vua Sparta với vị pharaon. Nakhthorheb sau đó được tôn lên làm pharaoh - ngày nay ông ta được biết đến nhiều hơn với tên gọi là Nectanebo II - còn Teos thì không còn cách nào khác ngoài việc chạy trốn đến Susa, triều đình của kẻ thù. 
Ngày nay, chúng ta biết được về số phận cuối cùng của Teos thông qua một dòng chữ khắc đến từ một quý tộc có tên là Wennefer, ông ta cũng đã tham gia vào chuyến viễn chinh tai hại của Teos với vai trò là một thầy thuốc. Wennefer được Nectanebo II phái đi tìm Teos và đã tìm được cách để bắt được ông, vốn đang bị vua Artaxerxes II giữ lại ở Susa. Wennefer sau đó đã xích Teos để đem về giao nộp cho vị pharaon của Ai Cập.